# Adnan Omran
Adnan Omran (arabisch عدنان عمران, DMG ʿAdnān ʿUmrān; * 9. August 1934 in Damaskus) ist ein ehemaliger syrischer Diplomat und Politiker.

## Leben
Adnan Omran studierte an der Universität Damaskus und an einer Universität in Moskau. Er verfügt über ein Diplom zu Forschungen im Bereich des internationalen Rechts der Columbia University, New York. Von 1957 bis 1961 übte er den Beruf des Rechtsanwaltes in Damaskus aus. Von 1962 bis 1963 wurde er im syrischen Außenministerium beschäftigt. Von 1963 bis 1966 wurde er beim UN-Hauptquartier beschäftigt. Von 1966 bis 1968 war er Botschaftssekretär erster Klasse in Moskau. Von 1968 bis 1970 war er zeitweilig Geschäftsträger an der syrischen Botschaft in Berlin-Pankow. Von 1970 bis 1971 wurde er im Außenministerium mit Sonderaufgaben beschäftigt. Von 1971 bis 1972 leitete er die Abteilung Palästina im Außenministerium. Von 1970 bis 1973 vertrat er die syrische Regierung in Komitees der jährlichen Generalversammlung der Vereinten Nationen. Von 20. März 1974 bis 1980 war er Ambassador to the Court of St James’s und zeitgleich bei der Regierung in Stockholm akkreditiert.
Von 1980 bis 1996 vertrat er die syrische Regierung bei der arabischen Liga in Tunis und Kairo. Von 1996 bis 1998 war er stellvertretender Außenminister. Von 2000 bis 2003 war er Informationsminister (Öffentlichkeitsarbeit).